# Cyornis lemprieri
El papamoscas de Balábac (Cyornis lemprieri) es una especie de ave paseriforme de la familia Muscicapidae endémica del oeste de Filipinas.

## Distribución y hábitat
Se encuentra únicamente en el subarchipiélago de Palawan, en el oeste de Filipinas. Su hábitat natural son los bosques húmedos tropicales. Está amenazado por la pérdida de hábitat.